# Ray Anthony's Big Band Dixieland
Ray Anthony's Big Band Dixieland è un album di Ray Anthony, pubblicato dalla Capitol Records nel 1955.

## Tracce
Lato A
1. Panama – 5:06 (William H. Tyers) – Registrato il 18 luglio 1955
2. West End Blues – 3:57 (Joe Oliver, Clarence Williams) – Registrato il 21 luglio 1955
3. At the Mardi Gras Parade – 2:06 (Ben Pollack, Allan Roberts) – Registrato il 21 luglio 1955
4. Basin Street Blues – 3:13 (Spencer Williams) – Registrato il 21 luglio 1955
5. Dipper Mouth Blues – 2:35 (Joe Oliver) – Registrato il 18 luglio 1955

Durata totale: 16:57
Lato B
1. That's a Plenty – 4:41 (Lew Pollack) – Registrato il 21 luglio 1955
2. Tin Roof Blues – 5:40 (Leon Roppolo, Paul Mares, Ben Pollack, George Brunies, Mel Stitzel, Walter Melrose) – Registrato il 18 luglio 1955
3. Drive-In – 2:41 (David Bee) – Registrato il 21 luglio 1955
4. When the Saints Go Marching in March – 2:34 (Tradizionale, arrangiamento di Ray Anthony) – Registrato il 21 luglio 1955

Durata totale: 15:36
- Le date di registrazione sono quelle indicate sul retrocopertina dell'album originale che differiscono leggermente dalla fonte principale

## Musicisti
Panama / Dipper Mouth Blues / Tin Roof Blues / At the Mardi Gras Parade / That's a Plenty
- Ray Anthony - tromba
- Conrad Gozzo - tromba
- Manny Klein - tromba
- Charlie Teagarden - tromba
- Zeke Zarchy - tromba
- Francis Howard - trombone
- Abe Lincoln - trombone
- Elmer Schneider - trombone
- Matty Matlock - sassofono alto, clarinetto
- Gus Bivona - sassofonoalto, clarinetto
- Eddie Miller - sassofono tenore
- Leo Anthony - sassofono baritono
- Paul Smith - pianoforte
- Alton (Al) Hendrickson - chitarra
- Don Simpson - contrabbasso
- Nick Fatool - batteria
- Matty Matlock - arrangiamenti

West End Blues / Basin Street Blues / Drive-In / When the Saints Go Marching in March
- Ray Anthony - tromba
- Conrad Gozzo - tromba
- Manny Klein - tromba
- Charlie Teagarden - tromba
- Zeke Zarchy - tromba
- Francis Howard - trombone
- Abe Lincoln - trombone
- Elmer Schneider - trombone
- Matty Matlock - sassofono alto, clarinetto
- Heinie Beau - sassofono alto, clarinetto
- Eddie Miller - sassofono tenore
- Leo Anthony - sassofono baritono
- Paul Smith - pianoforte
- Alton (Al) Hendrickson - chitarra
- Don Simpson - contrabbasso
- Nick Fatool - batteria
- Matty Matlock - arrangiamenti[1]